# Cerro Pucara, Oruro
Cerro Pucara är ett berg i Bolivia.   Det ligger i departementet Oruro, i den sydvästra delen av landet, 300 km väster om huvudstaden Sucre. Toppen på Cerro Pucara är 4 440 meter över havet.
Terrängen runt Cerro Pucara är huvudsakligen kuperad. Trakten runt Cerro Pucara är nära nog obefolkad, med mindre än två invånare per kvadratkilometer.. Närmaste större samhälle är La Rivera, 10,1 km sydväst om Cerro Pucara. 
Omgivningarna runt Cerro Pucara är i huvudsak ett öppet busklandskap.